# Laodicé Ire
Pour les articles homonymes, voir Laodicé.
Titre
Reine séleucide
Laodicé Ire (en grec ancien : Λαοδίκη Αʹ), morte en 240 av. J.-C., est une reine hellénistique appartenant à la dynastie des Séleucides.
Elle est l'épouse d'Antiochos II qu'elle fait probablement assassiner. Ses intrigues amènent à la troisième guerre de Syrie (246-241 av. J.-C.) dite « guerre de Laodicé ».

## Biographie
Elle est une des filles d'Achaios Ier et d'Apama, fille de Séleucos Ier (tandis que certaines autres sources affirment qu'elle serait plutôt une fille d'Antiochos Ier et de sa seconde épouse Nysa).
Elle épouse en 266 av. J.-C. le roi Antiochos II, alors qu'il est corégent avec son père. Le statut de sœur est un enjeu de débat entre les historiens autour de la version de Polyen.
Elle pourrait avoir été répudiée en 253 av J.-C., bien que cela n'ait pas été prouvé, après le mariage d'Antiochos II avec Bérénice Syra, la fille de Ptolémée II Philadelphe, elle part pour Éphèse avec ses fils. Selon Porphyre, elle n'est plus alors que la concubine d’Antiochos. Il existe des interrogations sur la répudiation de la reine : on sait qu'Antiochos II lui rend visite régulièrement sur l’île d’Éphèse et lui fait de nombreux dons de terre ainsi qu'à ses fils ; il l'exempte également de tout impôt. Revenue au palais grâce à ses fils, elle aurait fait assassiner Antiochos II, puis Bérénice Syra et leur fils en 246 av. J.-C.
Elle déclenche ainsi l’intervention de Ptolémée III, le frère de Bérénice, marquant le début de la troisième guerre de Syrie (246-241) dite « guerre de Laodicé ». Elle soutient ensuite son fils cadet Antiochos Hiérax qui règne sur l’Anatolie lors de la « guerre fratricide ».

## Famille

### Mariage et enfants
De son mariage en 266 av. J.-C. avec son cousin Antiochos II naissent :
- Séleucos II ;
- Antiochos Hiérax ;
- Laodicé (dite Laodicé A[4]), épouse de Mithridate II du Pont ;
- Stratonice III, épouse d'Ariarathe III de Cappadoce ;
- Apama (el).

### Ascendance
Sauf précision contraire, les dates de cet article sont sous-entendues « avant l'ère commune » (AEC), c'est-à-dire « avant Jésus-Christ ».